# Großsteingräber bei Klein Polzin
Die Großsteingräber bei Klein Polzin waren ursprünglich drei megalithische Grabanlagen der jungsteinzeitlichen Trichterbecherkultur bei Klein Polzin, einem Ortsteil von Groß Polzin im Landkreis Vorpommern-Greifswald (Mecklenburg-Vorpommern). Sie tragen die Sprockhoff-Nummern 559–561. Grab 3 wurde vermutlich Mitte des 20. Jahrhunderts zerstört.

## Lage
Die Gräber 1 und 2 befinden sich im südwestlichen Winkel der Straßenkreuzung Menzlin–Groß Polzin und Klein-Polzin–Konsages auf Privatgrund. Sie stehen nur 50 m voneinander entfernt. Grab 3 lag 200 m nordnordöstlich auf einem Feld. 130 m südöstlich von Grab 2 schließt sich das Großsteingrab Menzlin an.

## Beschreibung

### Grab 1
Grab 1 besitzt eine nordost-südwestlich orientierte, ursprünglich von einem Rollsteinhügel ummantelte Grabkammer, bei der es sich um einen Großdolmen handelt. Die Kammer besaß ursprünglich vier Wandsteinpaare an den Langseiten. Sieben Steine sind noch in situ erhalten, der südwestliche Stein der südöstlichen Langseite fehlt. Vom südwestlichen Stein der Nordwestseite wurde ein Stück abgesprengt. Der nordöstliche Abschlussstein steht in situ, der südwestliche fehlt. Alle drei Decksteine sind noch vorhanden. Sie liegen noch auf den Wandsteinen auf, sind aber leicht verrutscht. Die Kammer hat eine Länge von 5 m und eine Breite von 1,7 m. Der Bestattungshorizont dürfte nach Ernst Sprockhoffs Einschätzung noch unberührt sein.

### Grab 2

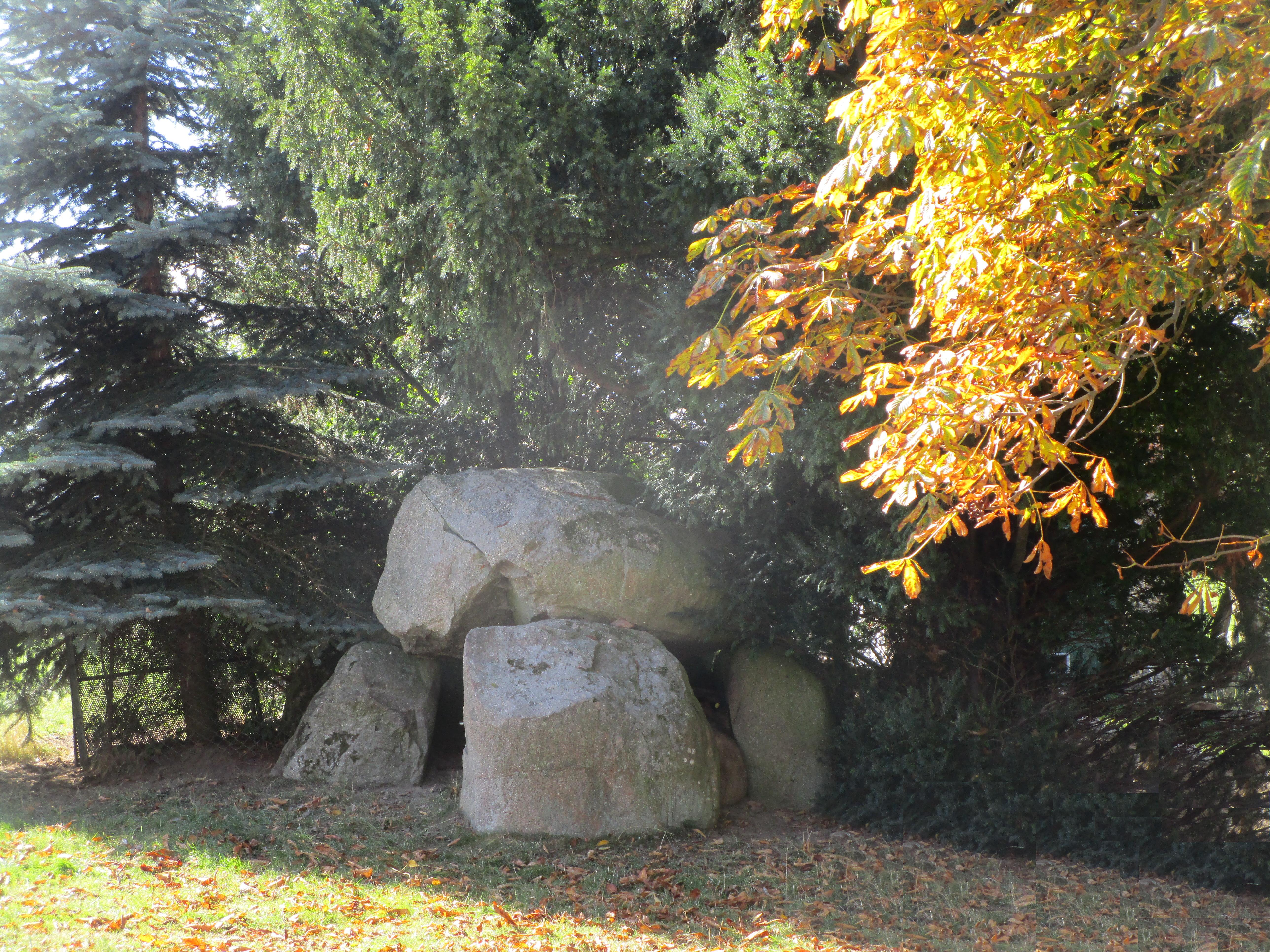
Grab 2

Grab 2 besitzt eine nordwest-südöstlich orientierte, ursprünglich von einem Rollsteinhügel ummantelte Grabkammer, bei der es sich ebenfalls um einen Großdolmen handelt. Erhalten sind jeweils drei Wandsteine an den Langseiten, zwei Abschlusssteine und zwei Decksteine. Die südöstliche Hälfte machte auf Ernst Sprockhoff den Eindruck eines modernen Aufbaus, weshalb er nur die nordwestliche Hälfte für die Rekonstruktion des ursprünglichen Aussehens heranzog. Diese umfasste zwei Wandsteinpaare, einen Abschlussstein und die zwei Decksteine. Der zweite Wandstein der nordöstlichen Langseite ist nach außen gedrückt, der südöstliche Deckstein liegt zerbrochen im Inneren der Kammer. Alle Anderen Steine befinden sich noch an ihrer ursprünglichen Position. Die ursprünglichen Maße der Kammer ließ Sprockhoff wegen seines Zweifels an ihrem originalgetreuen Zustand offen.

### Das zerstörte Grab 3
Ernst Sprockhoff konnte 1931 nur noch drei Steine feststellen, die er für einen Deckstein und zwei Wandsteine hielt. Eine Rekonstruktion des ursprünglichen Aussehens war nicht mehr möglich. Die Steine scheinen später abtransportiert worden zu sein. Ewald Schuldt führte das Grab 1972 als zerstört.